# Salvador Carlos
Salvador Carlos (Bobonaro, 18 de abril de 1986) é um futebolista timorense. Atualmente, atua como zagueiro da Seleção Timorense de Futebol.